# Tracy Scoggins
Tracy Scoggins (Dickinson, Texas, 13 de novembro de 1953) é uma atriz americana.
Ela é conhecida por ter interpretado Cat Grant na série de televisão Lois & Clark: The New Adventures of Superman e "Mônica Colby" na novela Dinastia e no spin-off The Colbys. Na série de ficção científica Babylon 5, ela interpretou a perturbada capitã da estação Babylon 5 Elizabeth Lochley na temporada final.